# Sachsenheim
Sachsenheim est une ville allemande située dans le Bade-Wurtemberg, dans de l'arrondissement de Ludwigsbourg.
Elle est jumelée avec Valréas, Vaucluse en France.